# Epiblastus
Epiblastus – rodzaj roślin z rodziny storczykowatych (Orchidaceae). Obejmuje 23 gatunki występujące w Azji Południowo-Wschodniej w takich krajach i regionach jak: Archipelag Bismarcka, Fidżi, Moluki, Nowa Gwinea, Filipiny, Samoa, Wyspy Salomona, Celebes, Vanuatu.

## Systematyka
Rodzaj sklasyfikowany do podplemienia Eriinae w plemieniu Podochileae, podrodzina epidendronowe (Epidendroideae), rodzina storczykowate (Orchidaceae), rząd szparagowce (Asparagales) w obrębie roślin jednoliściennych.
Wykaz gatunków
- Epiblastus accretus J.J.Sm.
- Epiblastus acuminatus Schltr.
- Epiblastus auriculatus Schltr.
- Epiblastus basalis Schltr.
- Epiblastus buruensis J.J.Sm.
- Epiblastus chimbuensis P.Royen
- Epiblastus cuneatus J.J.Sm.
- Epiblastus kerigomnensis P.Royen
- Epiblastus lancipetalus Schltr.
- Epiblastus masarangicus (Kraenzl.) Schltr.
- Epiblastus merrillii L.O.Williams
- Epiblastus montihageni P.Royen
- Epiblastus mutabilis Ormerod
- Epiblastus neohibernicus Schltr.
- Epiblastus ornithidioides Schltr.
- Epiblastus pteroglotta Gilli
- Epiblastus pulchellus Schltr.
- Epiblastus pullei J.J.Sm.
- Epiblastus schultzei Schltr.
- Epiblastus sciadanthus (F.Muell.) Schltr.
- Epiblastus torricellensis Schltr.
- Epiblastus tuberculatus R.S.Rogers
- Epiblastus unguiculatus (J.J.Sm.) Ormerod